# Vehkala vasútállomás
Vehkala vasútállomás Finnországban, Vantaa településen található.

## Vasútvonalak
Az állomást az alábbi vasútvonalak érintik:
- Vantaankoski–Tikkurila-vasútvonal

## Kapcsolódó állomások
A vasútállomáshoz az alábbi állomások vannak a legközelebb:
- Vantaankoski vasútállomás (Helsinki Central, dél, I Helsinki < Lentoasema < Helsinki)
- Kivistö vasútállomás (Helsinki Central, P Helsinki - Lentoasema- Helsinki, Lentoasema vasútállomás)